# Reał Odessa
Reał Odessa (ukr. Спортивний клуб-школа «Реал» Одеса, Sportywnyj Kłub-Szkoła "Reał" Odesa) – ukraiński klub piłkarski z siedzibą w Odessie.

## Historia
Chronologia nazw:
- grudzień 2002—...: Reał Odessa (ukr. «Реал» Одеса)

Drużyna piłkarska Reał została założona w mieście Odessa w grudniu 2002 roku z inicjatywy deputowanych Rady Miejskiej w Odessie Serhija i Anatolija Strasznych. W 2003 zespół startował w rozgrywkach o mistrzostwo Odessy. W sezonie 2004/05 zgłosił się do rozgrywek w Drugiej Lidze. Również debiutował w Pucharze Ukrainy. Zajął 7 miejsce w Grupie B, ale przez problemy finansowe zrezygnował z dalszych występów. Klub pozbawiono statusu profesjonalnego i dalej kontynuował występy w rozgrywkach lokalnych.

## Sukcesy
- 7 miejsce w Drugiej Lidze, grupie B:

2004/05
- 1/32 finału Pucharu Ukrainy:

2004/05
- mistrz Odessy:

2003
- zdobywca Pucharu Odessy:

2003
- 1 miejsce w zimowych mistrzostwach Odessy:

2003